# USS Flusser (DD-289)
Za druga plovila z istim imenom glejte USS Flusser.
USS Flusser (DD-289) je bil rušilec razreda Clemson v sestavi Vojne mornarice Združenih držav Amerike.
Rušilec je bil poimenovan po pomorskem častniku Charlesu Williamsonu Flusserju.

## Zgodovina
V skladu s Londonskim sporazumom o pomorski razorožitvi je bil rušilec 22. oktobra 1930 izvzet iz aktivne službe in 17. januarja 1931 prodan za razrez.